# Дойна Мелінте
Дойна Офелія Мелінте (рум. Doina Ofelia Melinte; нар. 27 грудня 1956, Худешть, Румунія) — румунська легкоатлетка, що спеціалізується на бігу на середні дистанції, олімпійська чемпіонка 1984 року та срібна призерка Олімпійських ігор 1984 року.

## Кар'єра
| Рік                 | Змагання                      | Місто                   | Місце               | Дисципліна          | Примітки            |
| Представник Румунія | Представник Румунія           | Представник Румунія     | Представник Румунія | Представник Румунія | Представник Румунія |
| ------------------- | ----------------------------- | ----------------------- | ------------------- | ------------------- | ------------------- |
| 1980                | Олімпійські ігри              | Москва, СРСР            | 13 (півфінал)       | 800 метрів          | 2:00.8              |
| 1981                | Універсіада                   | Бухарест, Румунія       | 1                   | 800 метрів          | 1:57.81             |
| 1981                | Універсіада                   | Бухарест, Румунія       | 2                   | 1500 метрів         | 4:05.64             |
| 1982                | Чемпіонат Європи в приміщенні | Мілан, Італія           | 1                   | 800 метрів          | 2:00.39             |
| 1982                | Чемпіонат Європи              | Афіни, Греція           | 6                   | 800 метрів          | 1:59.65             |
| 1983                | Чемпіонат Європи в приміщенні | Будапешт, Угорщина      | 4                   | 800 метрів          | 2:02.70             |
| 1983                | Чемпіонат світу               | Гельсінкі, Фінляндія    | 6                   | 800 метрів          | 2:00.13             |
| 1983                | Чемпіонат світу               | Гельсінкі, Фінляндія    | 6                   | 1500 метрів         | 4:04.42             |
| 1984                | Чемпіонат Європи в приміщенні | Гетеборг, Швеція        | 2                   | 800 метрів          | 1:59.81             |
| 1984                | Олімпійські ігри              | Лос-Анджелес, США       | 1                   | 800 метрів          | 1:57.60             |
| 1984                | Олімпійські ігри              | Лос-Анджелес, США       | 2                   | 1500 метрів         | 4:03.76             |
| 1985                | Чемпіонат Європи в приміщенні | Пірей, Греція           | 1                   | 1500 метрів         | 4:02.54             |
| 1986                | Чемпіонат Європи              | Штутгарт, ФРН           | 3                   | 1500 метрів         | 4:02.44             |
| 1986                | Чемпіонат Європи              | Штутгарт, ФРН           | —                   | 3000 метрів         | DNF                 |
| 1987                | Чемпіонат світу в приміщенні  | Індіанаполіс, США       | 1                   | 1500 метрів         | 4:05.68             |
| 1987                | Чемпіонат світу               | Рим, Італія             | 3                   | 1500 метрів         | 3:59.27             |
| 1988                | Чемпіонат Європи в приміщенні | Будапешт, Угорщина      | 1                   | 1500 метрів         | 4:05.77             |
| 1988                | Олімпійські ігри              | Сеул, Південна Корея    | 9                   | 1500 метрів         | 4:02.89             |
| 1989                | Чемпіонат Європи в приміщенні | Гаага, Нідерланди       | 1                   | 800 метрів          | 1:59.89             |
| 1989                | Чемпіонат світу в приміщенні  | Будапешт, Угорщина      | 1                   | 1500 метрів         | 4:04.79             |
| 1990                | Чемпіонат Європи в приміщенні | Глазго, Велика Британія | 1                   | 1500 метрів         | 4:09.73             |
| 1990                | Чемпіонат Європи              | Спліт, Югославія        | 6                   | 1500 метрів         | 4:10.91             |
| 1991                | Чемпіонат світу в приміщенні  | Севілья, Іспанія        | 4                   | 1500 метрів         | 4:06.65             |
| 1991                | Чемпіонат світу               | Токіо, Японія           | 4                   | 1500 vетрів         | 4:03.19             |
| 1992                | Чемпіонат Європи в приміщенні | Генуя, Італія           | 3                   | 1500 метрів         | 4:06.90             |
| 1992                | Олімпійські ігри              | Барселона, Іспанія      | —                   | 1500 метрів         | DNF                 |